# Eiichiro Ozaki
Eiichiro Ozaki (født 7. december 1984) er en japansk fodboldspiller, som spiller for den japanske fodboldklub Azul Claro Numazu.